# Campos de Júlio
Campos de Júlio – miasto i gmina w Brazylii, w stanie Mato Grosso.